# Gäddtjärnen (Nordmarks socken, Värmland, 665386-140142)
Gäddtjärnen är en sjö i Filipstads kommun i Värmland och ingår i Göta älvs huvudavrinningsområde. Sjöns area är 0,048 kvadratkilometer och den är belägen 256 meter över havet.